# Lola (film 1914)
Lola è un film muto del 1914 diretto da James Young. Il soggetto, sceneggiato dallo stesso regista, si basa sul lavoro teatrale omonimo di Owen Davis messo in scena a Broadway al Lyceum Theatre il 14 marzo 1911; dramma che aveva come protagonista, nel ruolo di Lola, l'acclamata Laurette Taylor.

## Trama
Quando Lola Barnhelun, una giovane donna amata e benvoluta da tutti, resta uccisa in un incidente d'auto, il padre di lei, il dottor Barnhelun, usa un macchinario di sua invenzione per restituirle la vita. Ma Lola è tale solo nel corpo: la sua anima l'ha lasciata e la nuova Lola è una donna perversa e amorale. Rompe che l'innamorato Dorris, il fidanzato, e allaccia una serie di relazioni con ogni tipo d'uomo. Ma il suo corpo è debilitato: un medico la mette in guardia su quel tipo di vita e l'avverte che anche una grande emozione potrebbe ucciderla. Lola si reca dal padre, implorandolo di riportarla in vita se dovesse morire di nuovo. I due discutono animatamente e il cuore della donna cede. Lo scienziato,  benché sia disperato per la morte della figlia, distrugge la macchina e poi si accascia vicino al suo corpo senza vita.

## Produzione
Il film fu prodotto dalla A Schubert Feature e World Film.

## Distribuzione
Distribuito dalla World Film, il film uscì nelle sale cinematografiche statunitensi il 23 novembre 1914. Viene considerato presumibilmente un film perduto.